# Muzeum Dekabrystów (Irkuck)
Muzeum Dekabrystów (ros. Иркутский областной историко-мемориальный музей декабристов) – państwowe muzeum w Irkucku poświęcone dekabrystom, a zwłaszcza książętom Siergiejowi Trubieckojowi i Siergiejowi Wołkonskiemu – jednym z przywódców powstania dekabrystów, którzy po klęsce powstania zostali skazani na śmierć, ale car Mikołaj I zamienił wyrok na dożywotnią katorgę na Syberii, a potem na zesłanie w pobliżu Irkucka, później zaś zezwolono im zamieszkać w Irkucku. Kompleks muzealny złożony jest z dwóch zabytkowych, położonych w różnych miejscach, drewnianych domów, w których mieszkali skazańcy lub ich rodziny: Domu-Muzeum Wołkonskich i Domu-Muzeum Trubieckojich.
Początkowo muzeum działało jako filia Muzeum Krajoznawczego Obwodu Irkuckiego, tylko w siedzibie księcia Trubieckoja, w 1985 r. otwarto też oddział w domu księcia Wołkonskiego, a w 2000 r. muzeum stało się samodzielną placówką.
Wołkonski po zakończeniu katorgi w roku 1836 osiedlił się w wiosce Urik, gdzie zbudował drewniany piętrowy dom dla siebie i rodziny. W 1847 r. dom ten został przeniesiony do Irkucka, gdy skazany otrzymał zgodę na osiedlenie się w tym mieście. Po wyjeździe Wołkonskich do europejskiej części Rosji dom kupił miejscowy kupiec z przeznaczeniem dla miejskiej szkoły rzemieślniczej, którą otworzono tu w 1868 r. W 1920 r. dom przeznaczono na mieszkania komunalne i w takim charakterze był wykorzystywany do lat 70. XX w.
Trubieckoj po zakończeniu katorgi w roku 1839 osiedlił się w wiosce w pobliżu Irkucka, a do samego miasta przeprowadził się z rodziną po uzyskaniu zgody w roku 1845. Mieszkali w domu, który się spalił w pożarze miasta po ich wyjeździe do europejskiej części Rosji. Siedziba muzeum znajduje się w parterowym, drewnianym budynku wiązanym z rodziną Trubieckojich, być może zbudowanym przez niego dla córki.
W obu domach ekspozycje muzealne poświęcone są przede wszystkim książętom, ich rodzinom i ich życiu na Syberii. W poszczególnych pokojach i innych pomieszczeniach na bazie osobistych przedmiotów rodzin, w tym księgozbiorów, a także mebli, obrazów, wyposażenia z epoki oraz kopii dokumentów odtworzono wygląd wnętrz tych domów w połowie XIX w. W domu Trubieckojich przedstawiono ponadto dokumentację pobytu na katordze i zesłaniu syberyjskim innych wysoko postawionych dekabrystów. Z kolei przy domu Wołkonskich zachowały się lub były rekonstruowane zabudowania towarzyszące, np. wozownia, chlew itp.
W obu oddziałach organizowane są także różnotematyczne wystawy czasowe. Muzeum prowadzi działalność wydawniczą, publikując m.in. wydawnictwa poświęcone dekabrystom.

## Źródła
- Oficjalna strona muzeum